# Davies Gilbert
Pour les articles homonymes, voir Gilbert.
Davies Gilbert, né Davies Giddy le 6 mars 1767 à St Erth dans les Cornouailles et mort le 24 décembre 1839, est un ingénieur et parlementaire britannique. Il est élu à la Royal Society le 17 novembre 1791 et est le président de cette institution de 1827 à 1830.

## Biographie

### Formation
Davies Giddy était le cadet du Révérend Edward Giddy, curé de l'église St Erth, et de Catherine Davies. La famille Giddy emménagea en 1775 au port de Penzance, dans Chapel Street, jusqu'à ce que Catherine Davies hérite de la maison familiale de Tredrea à St Erth, en 1780. Là, Davies et sa sœur Philippa furent éduqués par leur père.
Davies a fréquenté la Grammar School de Penzance puis a été éduqué par son père et l’astronome Malachy Hitchins. À l'âge de 17 ans, on l'envoya à Bristol sur les conseils de Hitchins, pour qu'il y suive les conférences de l'Académie mathématique de Benjamin Donne : il y passa trois ans. Sa sœur Philippa terminait alors ses études sous la férule du célèbre bas-bleu Hannah More. Il fut immatriculé à Pembroke College (Oxford) en 1786, où il passa son M.A. le 29 juin 1789.

### Sheriff et député
Davies fut Haut-Sheriff des Cornouailles en 1792-93. Il adopta par la suite le nom de jeune fille de sa femme, l'agronome Mary-Ann Gilbert, qu'il épousa à Pâques 1808. Il fut député tory de la Chambre des Communes pour la circonscription de Helston en Cornouailles de 1804 à 1806 puis de Bodmin de 1806 à 1832.
Davies Gilbert était fermement opposé à l'éducation de masse. Lors des débats sur le Parochial Schools Bill (1807), il mit en garde la Chambre dans ces termes :

« Quelque spécieux que soit en théorie le projet d'apporter l'éducation à la classe laborieuse des pauvres, on trouverait effectivement qu'elle serait préjudiciable à leur bien-être et leur bonheur ; elle leur enseignerait le mépris de leurs conditions de vie, au lieu d'en faire de bons manœuvres pour l'agriculture et autres emplois pénibles, auxquels leur rang dans la société les a destinés ; au lieu de leur enseigner les vertus de la subordination, elle en ferait des factieux et des réfractaires, comme on le voit dans les comtés industrialisés ; elle les mettrait à même de lire des pamphlets séditieux, des ouvrages pleins de vice et des publications contre le christianisme ; elle les rendrait insolents envers leurs supérieurs et en peu d'années, les législateurs se verraient contraints de recourir à la Force contre eux et de doter les magistrats de moyens plus vigoureux que ceux dont ils disposent à présent. En outre, si ce décret doit passer dans la loi, il chargera le pays de dépenses énormes, incalculables, et grèvera les industriels d'impôts encore plus lourds. »

— Hansard,  House of Commons, Vol. 9, Col. 798, 13 juillet 1807, cité par Chitty (2007), pp. 15–16

### Homme de sciences
Giddy était un proche ami du médecin Thomas Beddoes : il assistait à ses conférences à Oxford lorsque Beddoes obtint la chaire de chimie de l'université en 1788, et avait été son confident dans la création de la Pneumatic Institution de Bristol. Il reconnut les talents de Humphry Davy et le fit recruter par Beddoes au laboratoire de la Pneumatic Institution.

« La place de Gilbert dans le développement des sciences au début du dix-neuvième siècle tient à sa foi dans le fait qu'elles étaient le meilleur moyen de résoudre les questions pratiques, et dans son succès de promoteur des sciences en tant que parlementaire. »

— Dictionary of National Biography
Ses compétences mathématiques étaient recherchées par les ingénieurs : Jonathan Hornblower, Richard Trevithick et Thomas Telford firent appel à lui. Il s'intéressait aussi énormément à l'histoire et la culture des Cornouailles. C'est ainsi qu'il fit déplacer une croix celtique des environs de Truro, sur Redruth Road, qui jusque-là servait de relais de poste, et la fit dresser dans le cimetière paroissial d'Eastbourne ; et lorsque le chanoine Hockin, de Phillack, lui demanda pourquoi il avait fait poser une croix païenne dans le cimetière chrétien d'Eastbourne, il répondit : C'était pour montrer aux gens pauvres et ignorants qu'il y a, de par le monde, des pierres plus grosses qu'un silex!
Il compila et fit publier « Une histoire des paroisses de Cornouailles » (A Parochial History of Cornwall) ainsi qu'un recueil de  carols,. Il a fait paraître un poème de la Passion du Christ en dialecte des Cornouailles: Passyon agan Arluth, sous le titre de Mount Calvary (1826). Il a été élu membre de la Société des Antiquaires en 1820, et fait président de la Société Géologique Royale de Cornouailles dès sa fondation en 1814, membre étranger de l'Académie américaine des arts et des sciences en 1832.

## Mariage et famille
Le 18 avril 1808, il avait épousé Mary Ann Gilbert, et en 1816 adopta le nom de jeune fille de sa femme, Gilbert, pour le perpétuer : cela permit en fait au couple d'hériter de la vaste propriété de Thomas Gilbert dans le Sussex,.
Il a laissé trois filles et un fils, John Davies Gilbert (5 décembre 1811 – 16 avril 1854) qui fut à son tour élu Fellow of the Royal Society en avril 1834 mais il ne paraît pas avoir publié quoi que ce soit. Leur fille aînée, Catherine, a épousé John Samuel Enys (né en 1796) le 17 avril 1834,. Elle est la mère du naturaliste néo-zélandais John Davies Enys (1837 – 1912). Leur cadette, Annie, a épousé le Rév. Henry Owen, recteur de Heveningham, Suffolk le 4 décembre 1851. Leurs autres filles étaient Mary Susannah et Hester Elizabeth.

## Publications
Voici une sélection des ouvrages de Davies Gilbert :
- Plain Statement of the Bullion Question (1811)
- Some ancient Christmas Carols, with the Tunes to which they were formerly sung in the West of England. Collected by D. Gilbert.  London : J. Nichols and Son, (1822).)[22]
- Some ancient Christmas Carols, with the tunes to which they were formerly sung in the west of England. pp. x. 79. J. Nichols and Son: London, 1823
- "On the vibrations of heavy bodies in cycloidal and in circular arches, as compared with their descents through free space; including an estimate of the variable circular excess in vibrations continually decreasing." By Davies Gilbert, .. London : printed by William Clowes, [1823] 15,[3]p. 'Extracted from the Quarterly Journal, Vol. XV'.
- A Cornish Cantata. [Names of places in Cornwall arranged in the form of verses.] [Privately printed? East-Bourn?] 1826.
- Mount Calvary; or, the History of the Passion, Death and Resurrection of Jesus Christ, written in Cornish (as it may be conjectured) some centuries past. Interpreted in English, in... 1682, by J. Keigwin . Edited by D. Gilbert. pp. xxii. 96. Nichols and Son: London, 1826.
- "On the expediency of assigning Specific Names to all such Functions of Simple Elements as represent definite physical properties; with the suggestion of a new term in mechanics; illustrated by an investigation of the Machine moved by Recoil"... From the Philosophical Transactions. pp. 14. [Privately printed:] London, 1827.
- "Some Collections and Translations respecting St. Neot, and the former state of his Church." In : Hedgeland (J. P.) A Description... of the... decorations... in the Church of St. Neot, etc. 1830.
- A Cornish dialogue between Tom Pengersick and Dic. Trengurtha. East-Bourn : Davies Gilbert, [ca. 1835](In verse.)
- The Parochial History of Cornwall, Founded on the Manuscript Histories of Mr. Hals and Mr. Tonkin; with Additions and Various Appendices, 4 vols., London, 1838. (includes copious extracts from J. Whitaker, Daniel Lysons and Samuel Lysons, &c. and geological notices by Dr. Boase).
  - Vol.1, London, 1838
  - Vol.2, London, 1838
  - Vol.3, London, 1838
  - Vol.4, London, 1838